# Firefly Aerospace
Firefly Aerospace es una empresa aeroespacial privada estadounidense con sede en Austin, Texas, que desarrolla vehículos de lanzamiento pequeños y medianos para lanzamientos comerciales en órbita. Son defensores de NewSpace, un movimiento en la industria aeroespacial cuyo objetivo es aumentar el acceso al espacio a través de avances técnicos innovadores que resultan en una reducción del costo de lanzamiento y la disminución de las regulaciones y restricciones logísticas asociadas con la dependencia de las instituciones espaciales nacionales.
La compañía se formó cuando EOS Launcher adquirió los antiguos activos de Firefly Space Systems en marzo de 2017, que luego pasó a llamarse Firefly Aerospace. Firefly Aerospace es propiedad exclusiva de Noosphere Ventures, el brazo de empresa estratégica de Noosphere Global. Firefly Aerospace ahora está trabajando en el vehículo de lanzamiento Alpha 2.0 que tiene una capacidad de carga significativamente mayor que el Alpha anterior desarrollado por Firefly Space Systems. Su objetivo es colocar una carga útil de 1.000 kilogramos en una órbita terrestre baja y 600 kilogramos en una órbita heliosíncrona. La empresa reestructurada tiene alrededor de 140 empleados.

## Historia

### Firefly Space Systems

#### Crecimiento temprano
Firefly Space Systems se formó en enero de 2014 por Tom Markusic, P.J. King y Michael Blum y un pequeño grupo de empresarios que autofinanciaron la empresa. En septiembre de 2014, Firefly anunció que trasladaría su sede de Hawthorne, California a Cedar Park, Texas concretándolo para noviembre de ese año. Creció a 30 empleados en agosto de 2014 y 43 empleados en noviembre de 2014. Firefly tenía oficinas e instalaciones de ingeniería en Cedar Park, Texas y Hawthorne, California, y compró 87 hectáreas de terreno para una instalación de prueba y fabricación de motores en Briggs, Texas, 80 km al norte de Austin.
Tom Markusic tiene experiencia en ingeniería de propulsión y ha trabajado en otras compañías de NewSpace, incluida SpaceX, donde fue gerente de SpaceX Texas Rocket Test Facility, y también ocupó altos cargos en Virgin Galactic y Blue Origin. El nombre de la compañía llegó a Markusic mientras estaba sentado en su porche trasero mirando luciérnagas y dándose cuenta de que en el futuro el cielo sobre la Tierra podría verse así cuando una nave espacial transportara personas a Marte.
En 2014, Firefly compró equipos de bobinado de fibra para la fabricación de criotanques compuestos que se construirán utilizando un proceso "fuera del autoclave". Los prototipos de tanques se probaron en el Marshall Space Flight Center a mediados de 2014.
El diseño de Firefly Alpha fue revelado en julio de 2014. A noviembre de 2014, el objetivo de Firefly era tener un flujo de caja positivo para 2018, basado en negocios anticipados de satélites pequeños. Firefly había firmado un acuerdo con Space Florida para lanzar desde la "Costa del Espacio" de Florida. 
Firefly realizó su primera prueba de motor del "Firefly Rocket Engine Research 1" (FRE-R1) el 10 de septiembre de 2015. El lanzamiento de la demostración inicial de Firefly Alpha se planeó para principios de 2016.

#### Litigios y clausura
En diciembre de 2014, el exempleador de Tom Markusic, Virgin Galactic, alegó que había proporcionado ilegalmente propiedad intelectual de Virgin al equipo de desarrollo de Alpha. Virgin también alegó que Markusic había "destruido dispositivos de almacenamiento, eliminado computadoras y reformateado los discos duros para cubrir las pistas de su apropiación indebida de información de Virgin Galactic". En agosto de 2016, un árbitro independiente confirmó que Markusic había destruido pruebas. A partir de entonces, un importante inversor europeo quitó su financiamiento, dejando a Firefly sin suficiente dinero para proceder. La compañía suspendió a todo su personal en octubre de 2016. Según Markusic, el inconveniente del inversor no estaba relacionado con el litigio sino con el Brexit. Dentro del mismo mes, Virgin Orbit presentó una demanda en la Corte Superior del Condado de Los Ángeles contra Firefly y dos de sus oficiales. Para el 1 de diciembre de 2016, Firefly Space Systems había cesado permanentemente el trabajo de ingeniería.
En marzo de 2017, se anunció que "prácticamente todos" los activos de Firefly se venderían en una subasta, organizada por EOS Launcher, Inc., que había comprado previamente un pagaré de US$ 1M emitido por Firefly a Space Florida e inducido una ejecución hipotecaria.

### Firefly Aerospace
Después de declararse en quiebra y liquidarse en marzo de 2017, Noosphere Ventures, que compró los activos de los antiguos Sistemas Espaciales Firefly, recreó la compañía como Firefly Aerospace. El propietario de Noosphere Ventures, Max Polyakov, se comprometió a financiar completamente Firefly a través de al menos sus dos primeros lanzamientos. Los planes para el desarrollo del motor fueron alterados significativamente por la nueva administración, y el rediseñado vehículo Alpha presenta un motor alimentado por bomba y elimina la configuración aerospike. La reorganización ha retrasado el desarrollo en aproximadamente un año, con el primer lanzamiento esperado en el cuarto trimestre de 2019.
Firefly Aerospace ha realizado múltiples pruebas de encendido de su motor de segunda etapa Lightning-1 en su banco de pruebas horizontal. Un banco de pruebas de etapa vertical está a punto de completarse y se espera que las pruebas de etapa comiencen en la segunda mitad de 2018. 
El 10 de octubre de 2018, Firefly Aerospace y el desarrollador de satélites York Space Systems anunciaron una asociación para ofrecer a los clientes un paquete combinado de servicios satelitales y de lanzamiento.
El 17 de mayo de 2018, Firefly Aerospace abrió un centro de Investigación y Desarrollo (I+D) en la ciudad de Dnipro, Ucrania. Se anunció que el centro de I+D de Firefly se convertirá con el tiempo en un lugar de trabajo para más de 150 empleados, y está equipado con la impresora 3D más grande de Ucrania, destinada a la fabricación industrial de piezas metálicas de alta calidad.
En noviembre de 2018, se anunció que la NASA seleccionó a Firefly Aerospace como una de las nueve compañías que podían ofertar en los Servicios Comerciales de Carga Lunar, donde la compañía propondrá un robot de aterrizaje lunar llamado Firefly Genesis.
En febrero de 2019, la compañía anunció que desarrollaría instalaciones de fabricación y un sitio de lanzamiento en Cabo Cañaveral. Han arrendado una plataforma de lanzamiento privada en Florida, el antiguo Space Launch Complex 20 (SLC-20) que había sido utilizado por la Fuerza Aérea de los Estados Unidos en la década de 1950 hasta 1996, al gobierno de los Estados Unidos; y también tienen un acuerdo de arrendamiento similar en la Costa Oeste de los Estados Unidos.
En abril de 2020, Firefly Aerospace firma un acuerdo de servicios de lanzamiento (Launch Services Agreement) con la empresa Spaceflight Industries, para ser su proveedor de lanzamientos, convirtiéndose esta última en el principal cliente de Firefly. Spaceflight buscará desplegar múltiples satélites en un primer viaje a bordo del cohete Alpha, agendado para el año 2021.

## Vehículos de lanzamiento

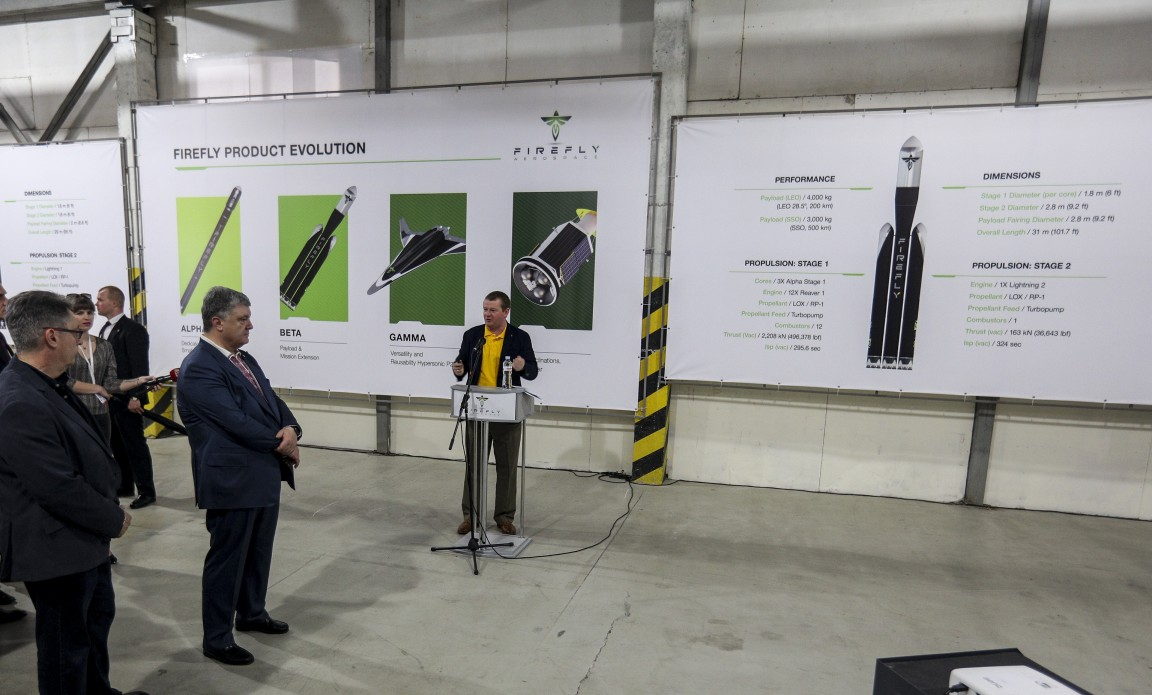
La apertura de una sucursal en Ucrania. El póster muestra los modelos "Alpha", "Beta" y "Gamma".

### Firefly Alpha
El vehículo Alpha desarrollado por Firefly Aerospace es un vehículo de lanzamiento desechable con 1.000 kg de capacidad de carga útil a órbita terrestre baja y 600 kg a órbita heliosíncrona. El costo de lanzamiento proyectado es de 15 millones de dólares por lanzamiento. Alpha está diseñado para competir con vehículos como el Polar Satellite Launch Vehicle.
Utiliza motores Reaver-1 y Lightning-1 y una estructura de compuesto de carbono liviano para reducir el peso de lanzamiento, lo que resulta en una capacidad de carga útil mejorada.
Se espera que su vuelo inaugural suceda durante 2020, y su primer viaje operacional, para 2021.

### Firefly Beta
Firefly Beta es un concepto de vehículo de lanzamiento originalmente planeado para consistir en tres núcleos Alpha unidos entre sí. Sin embargo, en octubre de 2019, Firefly anunció una asociación con Aerojet Rocketdyne para desarrollar un cohete de núcleo único impulsado por el motor AR1 de Rocketdyne.

### Firefly Gamma
Firefly Gamma es un concepto de un cohete alado para lanzar pequeñas cargas útiles en órbita. Sería un cohete de 2 etapas 75% reutilizable con su etapa superior aterrizando horizontalmente en una pista. Se espera que sus primeros vuelos de prueba comiencen en 2024 o 2025.

## Alunizador Genesis
El 9 de junio de 2019 se anunció que Firefly Aerospace firmó un acuerdo con Israel Aerospace Industries (IAI) que posee la propiedad intelectual del diseño del módulo lunar Beresheet. Firefly planea construir un módulo de alunizaje basado en Beresheet que se llamaría Genesis. Genesis será propuesto para los Servicios Comerciales de Carga Lunar (CLPS) de la NASA para entregar cargas útiles a la superficie de la Luna. Si se selecciona, Firefly Genesis se lanzaría con un cohete Firefly Beta, o un cohete Falcon 9 a fines de 2021. 

## Producción
La sede y la fábrica de Firefly se encuentran en Cedar Park, Texas. La compañía tiene acceso a aproximadamente 4.645 metros cuadrados de instalaciones de fabricación para construir componentes compuestos y metálicos en la empresa. Firefly utilizará sitios de lanzamiento alquilados en California (Vandenberg Air Force Base) y en Florida (SLC-20).